# Sobór Przemienienia Pańskiego w Togliatti
Sobór Przemienienia Pańskiego – prawosławny sobór w Togliatti, w latach 2002–2019 katedra eparchii samarskiej, następnie – epachii togliattińskiej.

## Historia
W czasach radzieckich nabożeństwa prawosławne w Togliatti odbywały się jedynie w prywatnym mieszkaniu przy ulicy Jubilejnej, mieszczącym maksymalnie 20 osób. W 1991 podjęto decyzję o budowie soboru. Początkowo miał on być położony nad brzegiem Wołgi, ostatecznie uznano jednak ten projekt za niepraktyczny. Tak rozmieszczona cerkiew byłaby nazbyt oddalona od centrum miasta.
Prace budowlane trwały od 1996 do 2002. Nadal nie została wybudowana planowana dzwonnica soboru, która ma wznosić się na wysokość 76 metrów i posiadać taras widokowy.

## Architektura
Autorem projektu cerkwi jest Dymitr Sokołow, który zaprojektował obiekt w stylu staroruskim, z pięcioma kopułami zgrupowanymi wokół najwyższej, centralnej. Cerkiew jest bogato dekorowana płaskorzeźbami, fryzami o kształcie oślich grzbietów i łuków półkolistych, nad wyraźnie niższym od nawy przedsionkiem znajduje się mozaika ze sceną Przemienienia.
Cerkiew posiada łączną powierzchnię 2800 m², mieści jednocześnie ok. 3000 wiernych. Wznosi się na wysokość 62 metrów. We wnętrzu obiektu znajduje się nowoczesny ikonostas oraz trzy ołtarze – główny, poświęcony Przemienieniu Pańskiemu oraz dwa boczne. Sobór jest bogato zdobiony mozaikami.